# KalOnline
KalOnline is een gratis MMORPG van de Koreaanse ontwikkelaar Inixsoft. Het spel werd gelanceerd in februari 2004. De speler kan kiezen uit vier verschillende klassen met elk een volledig aanpasbaar uiterlijk en kan in de loop van het spel het uiterlijk van dit personage aanpassen, net zoals de andere kenmerken van zijn personage (stamina, kracht etc). Momenteel zijn er twee internationale servers waarop je KalOnline kunt spelen (Hanin en Naraeha). Hanin verscheen bij het verschijnen van het spel, Naraeha volgde twee jaar later en nog een jaar later volgde Bango, de derde internationale server. Bango had lange tijd het kleinste aantal spelers van de drie, tot Inixsoft in augustus 2010 besloot Bango samen te voegen met Naraeha om zo de kosten voor het runnen van KalOnline te drukken en om de spelers meer te groeperen (beide servers waren voor het samenvoegen soms praktisch leeg) Er is een tijd een Poolse server geweest, Cheios, maar die is ondertussen ook gesloten.

## Het spel
Elke speler begint op level één en moet zichzelf opwerken naar een regeringspositie van zijn of haar eigen klasse om zo nieuwe vaardigheden en nieuwe missies te verkrijgen. Elke klasse heeft zijn eigen sterktes en zwaktes. Om sterker te worden moeten de spelers monsters verslaan en zo ervaringspunten (zogenaamde Experience Points, EXP) verdienen. Het aantal ervaringspunten dat een speler krijgt door een monster te verslaan is afhankelijk van factoren als het level van de speler, het level van het monster, speciale events etc. Per klasse zijn er momenteel zes jobmogelijkheden. Iedereen begint met dezelfde job, government position, en moet drie keer van job veranderen (bij de laatste twee veranderingen krijg je twee keuzes, vandaar de zes verschillende jobs) wil hij de beste vaardigheden voor zijn character class. Hoe verder een speler vordert in die regeringsjobs, hoe sterkere en betere vaardigheden hij krijgt. Zowel voor PvP (Player versus Player, dus spelers tegen elkaar) als voor PvM (Player versus Monster). De geldeenheid in Ban-Go (de wereld waarin KalOnline zich afspeelt) heet "Zamogeon" (meestal afgekort tot "geon").

## Het gevechtssysteem
Vechten tegen monsters of tegen andere spelers gebeurt beide op dezelfde manier. Ofwel gebruik je normale aanvallen, die kosten je geen MP (Magic Points), ofwel gebruik je speciale aanvallen maar die kosten je wel MP (afhankelijk van welke aanval en welk level die aanval is). Iedere speler gebruikt zo zijn eigen technieken en combinaties van vaardigheden. Monsters geven altijd een bepaald aantal ervaringspunten en soms geld of voorwerpen. De voorwerpen die je kan krijgen verschillen van monster tot monster. Sommige monsters kan je onthoofden nadat je ze verslagen hebt, wat 10% van je MP en je HP (Health Points) regenereert. Dit doe je door je onthoofdingsvaardigheid (Beheading Skill) te gebruiken op het monster. Onthoofden is een normale aanval en kost dus geen MP.